# Меріон Кроуфорд
Маріон Кроуфорд, CVO (5 червня 1909 — 11 лютого 1988) була шотландською вихователькою та гувернанткою принцеси Маргарет і принцеси Єлизавети (майбутньої королеви Єлизавети II), яка називала її Кроуфі. Кроуфорд була авторкою книги "Маленькі принцеси", в якій розповідається про її час, проведений у королівській родині. Після виходу книги в 1950 році Кроуфорд піддали соціальному остракізму, і вона покинула Ноттінгемський котедж, будинок її милості і прихильності, який був наданий їй у довічне користування. Ні Королева, ні будь-хто інший з членів Королівської родини більше ніколи з нею не розмовляли.

## Молодість і королівська гувернантка
Народилася в родині клерка інженера-механіка в Гейтхеді, Східний Ейршир, 5 червня 1909 року. Виросла в Данфермліні, Файф, і викладала в Единбурзькому інституті Moray House. Навчаючись на дитячого психолога, вона влаштувалася на літню роботу гувернанткою для дітей лорда Елгіна. Це спонукало її взяти участь у родині герцога та герцогині Йоркських (пізніше відомих як король Георг VI та королева Єлизавета — королева-мати), оскільки герцогиня була далекою родичкою лорда Елгіна. Через рік домовленість стала постійною.
Кроуфорд стала однією з гувернанток принцеси Єлизавети та принцеси Маргарет. Після зречення короля Едуарда VIII в 1936 році герцог Йоркський зійшов на престол як король Георг VI, а Єлизавета стала передбачуваною спадкоємицею. Кроуфорд залишився на службі у Короля і Королеви і не пішов у відставку до одруження Принцеси Єлизавети в 1947 році, причому сама Кроуфорд одружилася двома місяцями раніше. Кроуфорд вже відклала свій власний шлюб на 16 років, щоб, як вона вважала, не залишати Короля і Королеву.

## Пенсія та авторство
Після її виходу на пенсію в 1948 році Кроуфорд отримала Ноттінгемський котедж на території Кенсінгтонського палацу, як дім із милістю та прихильністю. Королева Марія, бабуся принцес, також надала йому антикварні меблі та квіткові принти на знак своєї вдячності.
Після весілля Принцеса Єлизавета та Герцог Единбурзький здійснили закордонне турне, відвідавши Канаду та США. Невдовзі після цього Брюс і Беатріс Гулд, редактори багатотиражного американського журналу «Ladies' Home Journal», звернулися до Букінгемського палацу та Міністерства закордонних справ і у справах Співдружності з проханням знайти матеріали для публікації за океаном. Хоча палац відмовив їм у цьому, британський уряд виявився небайдужим до цієї ідеї і запропонував Маріон Кроуфорд, гувернантці принцес, яка нещодавно вийшла на пенсію, виступити в ролі оповідачки.
У квітні 1949 року, дізнавшись про цю пропозицію, королева Єлизавета написала Кроуфорд листа, в якому зазначила: «Я, безумовно, відчуваю, що Ви не повинні писати і підписувати статті про дітей, оскільки люди, які перебувають у нас на довірчих відносинах, повинні бути абсолютно нерозбірливими в засобах масової інформації. Якщо ви, як тільки закінчили вчити Маргарет, почали писати про неї і Лілібет, що ж, ми більше ніколи не повинні відчувати довіру до кого б то не було». Однак Королева дала ретельно обумовлений дозвіл на те, щоб вона анонімно надала їй деяку допомогу, написавши: «Містер [Дермот] Морра (людина, обрана для написання статей), якого я бачила днями, здається, думав, що ви могли б допомогти йому з його статтями і отримати гроші з Америки. Це було б цілком нормально, якби там не фігурувало Ваше ім'я. Тим не менш, я відчуваю, що Ви повинні протистояти спокусі американських грошей і наполегливих редакторів і сказати „Ні, ні, ні“ пропозиціям доларів за статті про щось таке приватне і таке дорогоцінне, як наша сім'я».
Проте в контракті з Гулдами було зазначено: «Ви далі розглядатимете публікацію статей без згоди Її Величності (можливо, лише за згодою принцеси Єлизавети або без згоди) і під своїм іменем, на умовах, які будуть узгоджені».
У жовтні 1949 року леді Астор надіслала копію рукопису від Гулдів королеві Єлизаветі для її затвердження. Королева була глибоко засмучена, знайшовши це шокуюче відвертим, особливо викриття Кроуфорд про настрої короля та холодні стосунки королеви з Волліс Сімпсон. Вона відповіла леді Астор, сказавши: «Гувернантка зійшла з голови», і попросила свого особистого секретаря надіслати ще одного листа леді Астор. Він містив коментарі королеви до рукопису з проханням видалити уривки, що викликають особливе занепокоєння. Гулди були здивовані, оскільки вважали цю розповідь доброзичливою, але вони стримали відповідь від Кроуфорд. Перший натяк на те, що щось не так, у Кроуфорд був, коли того року вона не отримала різдвяну листівку від палацу.
Несанкціонована робота Кроуфорд була опублікована в журналі «Woman's Own» у Великій Британії і в «Ladies' Home Journal» в США, ставши сенсацією по обидва боки Атлантики. Книга «Маленькі принцеси» також продавалася надзвичайно добре. Пізніше вона написала історії про королеву Марію, королеву Єлизавету і принцесу Маргарет. Вона також поставила своє ім'я на «Колонку Кроуфі» журналу «Woman's Own», світський щоденник, який журналісти писали на кілька тижнів вперед.
Будучи першою з прислуги, хто заробив гроші на приватному житті королівської сім'ї, Кроуфорд зазнала остракізму з боку королівської сім'ї, і вони більше ніколи з нею не розмовляли.

## Подальше життя і смерть
Придворні вважали, що Кроуфорд перебувала під сильним впливом свого чоловіка Джорджа Бутлея, з яким вона одружилася після відставки, і що він тиснув на неї, щоб вона скористалася своїми королівськими зв'язками, як це робив він сам. Батлей вихвалявся цим у своїх ділових операціях і змусив її попросити королівську сім'ю змінити свій банківський рахунок на Drummonds, банк, в якому він працював.
Письменницька кар'єра Кроуфорд обірвалася в 1955 році, коли колонка, до якої було прикріплено її ім'я, була викрита в шахрайстві. Вона містила подробиці церемонії «Trooping the Colour» і перегонів в Аскоті, хоча насправді вони були скасовані того року через національний страйк залізничників. Оскільки статті були написані заздалегідь, зупинити їх публікацію було вже пізно.
Кроуфорд усамітнилася в Абердині, купивши будинок за 200 ярдів (180 м) від дороги на Балморал. Хоча королівська сім'я регулярно проїжджала повз її вхідні двері по дорозі до замку Балморал, вони ніколи не відвідували її. Коли її чоловік помер у 1977 році, вона впала в депресію і вчинила спробу самогубства, залишивши записку, в якій говорилося: «Світ пройшов повз мене, і я не можу винести, щоб ті, кого я люблю, пройшли повз мене по дорозі».
Меріон Кроуфорд померла у Гоугілл-хаусі (будинок для людей похилого віку в Абердині) 11 лютого 1988 року. Ні Королева, ні Королева-мати, ні принцеса Маргарет не прислали вінка на її похорон.
Її історія була показана в документальному фільмі Channel 4 "Няня, яка не хотіла тримати маму " 2000 року.